# 茹马拜·沙亚赫梅托夫
茹马拜·沙亚赫梅托维奇·沙亚赫梅托夫（俄语：Жумабай Шаяхметович Шаяхметов；1902年8月30日—1966年10月17日），哈萨克族，苏联党和国家领导人。曾任哈共（布）中央第一书记，苏联最高苏维埃民族院主席等职务。

## 生平
- 1902年8月17日（格里历：8月30日）出生于沙俄草原总督区阿克莫拉州鄂木斯克地区鲍里索夫镇的一户贫农家庭，属哈萨克族中玉兹阿尔浑部。
- 1910年-1913年就读于小学，后辍学。后于1917年毕业于当地两年制俄哈双语学校。
- 1917年-1919年，在当地巴依老爷家务工。
- 1919年12月-1921年，奥勒学校教师。
- 1921年-1923年，阿克莫拉州特金斯基镇革命委员会书记。
- 1923年-1926年，阿克莫拉州切拉克地区工农兵服役。其间，1925年-1926年，以本地人身份担任阿克莫拉州苏维埃书记。
- 1926年-1928年，工会彼得罗巴甫洛夫斯克州委讲师。
- 1928年-1938年5月，北哈萨克斯坦州内务人民委员部专员助理，专员，处长，副部长。1930年加入联共（布）。其间，1932年-1933年，莫斯科纳里曼诺夫东方研究院学习。
- 1938年5月-7月，阿拉木图州内务人民委员部副部长。
- 1938年7月-1939年1月，哈共（布）中央第三书记。
- 1939年1月-1946年6月，哈共（布）中央第二书记。
- 1946年6月-1954年2月，哈共（布）中央第一书记，任期于阿拉木图荣誉市民戈洛维金故居中居住。因反对赫鲁晓夫的处女地运动而被免职。赫鲁晓夫批评他的观点是民族主义思想膨胀。
- 1950年6月-1954年4月，苏联最高苏维埃民族院主席。
- 1954年4月-1955年5月，哈共南哈萨克斯坦州委第一书记。
- 1955年5月退休。
- 1966年10月17日于阿拉木图逝世，享年64岁。葬于阿拉木图市中央公墓。

沙亚赫梅托夫是联共（布）第18次代表会议，苏共19大代表，第19届中央委员；第1-4届苏联最高苏维埃民族院代表；第2-4届哈萨克苏维埃社会主义共和国最高苏维埃代表。

## 荣誉
- 三次列宁勋章
- 劳动红旗勋章
- 1941-1945年伟大卫国战争战胜德国奖章
- 莫斯科建城八百周年奖章
- 荣誉勋章
- 苏联内务部“荣誉国家安全官”称号

## 轶事
- 1930年代，沙亚赫梅托夫派遣萨特帕耶夫前往莫斯科进修。在1941年，他成为了苏联科学院哈萨克分院地质科学研究所所长。
- 1941年，一列满载乌克兰战争遗孤的列车来到阿拉木图。沙亚赫梅托夫呼吁当地百姓收养这些难童。第二天，所有的遗孤都被当地人领养。他自己也领养了一位乌克兰遗孤。
- 1942年，沙亚赫梅托夫借调丁穆罕默德·库纳耶夫来阿拉木图工作。后者在60-80年代成为了哈共中央第一书记。
- 1949年8月29日，苏联在哈萨克的塞米巴拉金斯克基地成功进行了第一次原子弹爆炸试验---2.2万吨爆炸当量的RDS-1原子弹。沙亚赫梅托夫作为当地领导人目睹了原子弹的爆炸。1955年，核试验导致了他的健康状况恶化，并诊断出脑瘤。1957年，他进行了肿瘤切除手术，此后他在莫斯科生活了一段时间。手术后他又活了9年，肿瘤是良性的。

## 评价
- 斯大林：沙亚赫梅托夫同志是“东方之鹰”。
- 库纳耶夫：与前任不同，他是一个更加活跃、有条理的领导人，一个很好的组织者。在他的领导下，哈萨克的经济在战后开始以更快的速度发展。